# 205. Infanterie-Division (Wehrmacht)
La 205. Infanterie-Division fu una divisione dell'esercito tedesco attiva durante la seconda guerra mondiale che venne formata nel 1940, partecipò alla Campagna di Francia e dal 1942 combatté lungo il Fronte Orientale dove fu catturata dai Sovietici nel 1945.

## Storia

### Le origini e la campagna di Francia
La divisione fu istituita il 1º gennaio 1940 attraverso la riorganizzazione della 14. Landwehr-Division e fu schierata nell'area tra Offenburg ed il confine svizzero fino al febbraio quando fu mandata in riserva nella Foresta Nera.
All'inizio della campagna di Francia, la divisione avanzò a partire da Treviri attraverso il Lussemburgo ed il Belgio, arrivando fino a Laon, da dove marciò verso l'Aisne che attraversò l'11 giugno 1940. Il 12 giugno attraversò il Vesle a ovest di Reims, il 13 giugno, dopo una breve battaglia, prese Conde sur Marne, mentre il 14 giugno attraversò la Marna ed il 15 giugno l'Aube presso Allibandiere e Viapre le Petit. Attraversò la Senna a ovest di Troyes il 16 giugno, mentre il 18 giugno raggiunse la Loira, vicino a La Charite; la divisione rimase qui come forza di occupazione fino al luglio 1940. Il 17 luglio 1940 fu messa in congedo e fu richiamata nuovamente nel febbraio 1941 e fu spostata nella zona tra Lorient e St. Nazaire per compiti di protezione costiera.

### Fronte Orientale e fine guerra
Nel febbraio 1942 fu trasferita sul fronte Orientale e schierata nell'area di Velizh; nell'ottobre 1942 fu trasferita nell'area di Velikiye-Luki e prese parte ai pesanti combattimenti per la città fino al settembre 1943. Nell'ottobre dello stesso anno la divisione fu trasferita nella zona tra Zabolotye e Kiselivotschi.
Dopo l'inizio dell'offensiva estiva russa il 22 giugno 1944, la divisione fu frettolosamente trasferita a Polotsk e da qui prese parte alla ritirata lungo il Daugava, attraversando Dünaburg e Koknese. Nell'ottobre 1944 la divisione raggiunse la Curlandia e prese parte a tutte e sei le battaglie della Curlandia. La divisione fu fatta prigioniera dalle truppe dell'Armata Rossa in Curlandia dopo la fine della guerra.

## Ordine di battaglia

### 205. Infanterie-Division 1940[1]
- Infanterie-Regiment 335
- Infanterie-Regiment 353
- Infanterie-Regiment 358
- Artillerie-Regiment 205
- Pionier-Bataillon 205
- Panzerabwehr-Abteilung 205
- Infanterie-Divisions-Nachrichten-Abteilung 205
- Infanterie-Divisions-Nachschubführer 205

### 205. Infanterie-Division 1944[1]
- Grenadier-Regiment 335
- Grenadier-Regiment 353
- Grenadier-Regiment 358
- Füsilier-Bataillon 205
- Artillerie-Regiment 205
- Pionier-Bataillon 205
- Feldersatz-Bataillon 205
- Panzerabwehr-Abteilung 205
- Infanterie-Divisions-Nachrichten-Abteilung 205
- Infanterie-Divisions-Nachschubführer 205

## Decorazioni
Alcuni soldati della 205. Infanterie-division furono premiati per le loro azioni in guerra:
- Croce Tedesca
  - in oro: 9
- Croce di Cavaliere della croce di ferro: 1

## Comandanti
- Generalleutnant Ernst Richter (1º gennaio 1940 - 1º marzo 1942)
- Generalleutnant Paul Seyffardt (1º marzo 1942 - 5 novembre 1943)
- Generalmajor Ernst Michael (5 novembre 1943 - 1º dicembre 1943)
- General der Artillerie Horst von Mellenthin (1º dicembre 1943 - 20 ottobre 1944)
- Generalmajor Ernst Biehler (20 ottobre 1944 - 15 novembre 1944)
- Generalmajor Karl Giese (15 novembre 1944 - 8 maggio 1945)[1]